# Незалежна демократична дія
Незалежна демократична дія (порт. Ação Democrática Independente) — політична партія в Сан-Томе і Принсіпі. Була створена в 1994 році.

## Історія
Незалежну демократичну дію було створено в 1994 році тодішнім президентом Мігелем Тровоадою. На президентських виборах 29 липня 2001 року кандидат від партії Фрадік де Менезес отримав 55,2% голосів і був обраний президентом. На парламентських виборах, що відбулися 3 березня 2002 року, Незалежна демократична дія була основною партією альянсу «Вед Кедаджі», яка набрала 16,2% голосів виборців і 8 з 55 місць в Національній асамблеї, а на виборах 2006 року 11 з 55 місць. Лідер партії Патріс Тровоада брав участь в президентських виборах 2006 року, набрав 38,8% голосів, поступившись Фрадіке де Менезешу. 14 лютого 2008 він був призначений прем'єр-міністром, проте протримався на цій посаді лише 4 місяці. Після оголошення Національною Асамблеєю вотуму недовіри уряду П. Тровоади 20 травня 2008, 22 червня він пішов у відставку.